# کیک (گروه موسیقی)
کیک (به انگلیسی: Cake) گروه موسیقی آلترناتیو راک آمریکایی برخاسته از ساکرامنتو است.